# The Airborne Toxic Event
I The Airborne Toxic Event sono un gruppo musicale rock statunitense originario di Los Angeles (California) e attivo dal 2006.

## Formazione
Membri attuali
- Mikel Jollett - voce, chitarra, tastiera
- Steven Chen - chitarra, tastiera
- Adrian Rodriguez - basso elettrico, cori
- Daren Taylor - batteria

Ex membri
- Noah Harmon
- Anna Bulbrook

## Discografia

### Album in studio
- 2008 - The Airborne Toxic Event
- 2011 - All at Once
- 2013 - Such Hot Blood
- 2015 - Dope Machines
- 2015 - Songs of God and Whiskey
- 2020 - Hollywood Park

### Album dal vivo
- 2010 - All I Ever Wanted: Live from Walt Disney Concert Hall (feat. Calder Quartet)

### EP
- 2007 - Does This Mean You're Moving On?
- 2009 - Happiness Is Overrated
- 2013 - The Secret